# Сиджан тепе
Сиджан тепе (на гръцки: Τούμπα Σιτζάν-Τεπέ) е неолитно и енеолитно селище на едноименната могила, открито край ениджевардарското село Мандалево (Мандало), Гърция.
Селището е обитавано от 4600 до 4000 година и отново след 3000 година пр. Хр. Открито е от археологическа експедиция в 1982 – 1984 година. Разположено е северозападно от Мандалево. В 1983 година е обявено за защитен археологически обект.